# سيدي سينك
سيدي إليزابيث سينك (16 أبريل 2002)، ممثلة أمريكية. بدأت التمثيل في سن السابعة في الإنتاج المسرحي المحلي، لعبت دور البطولة في فيلم Annie والملكة الشابة إليزابيث الثانية في فيلم The Audience في برودواي. ظهرت سينك لأول مرة في التلفزيون في حلقة عام 2013 من مسلسل الأمريكيون وفي السينما لأول مرة في فيلم الدراما الرياضية Chuck عام 2016.
في 2016، إنضمت لطاقم مسلسل نتفليكس الخارق للطبيعة أشياء غريبة وظهرت في الجزء الثاني والثالث والرابع من أشياء غريبة.

## الأعمال

### التلفاز
| السنة | العنوان          | الدور        | ملاحظات |
| ----- | ---------------- | ------------ | ------- |
| 2013  | الأمريكيون       | لانا         | 1 حلقة  |
| 2014  | Blue Bloods      | ديزي كاربنتر | 1 حلقة  |
| 2015  | American Odyssey | سوزان بالارد | 11 حلقة |
| 2016  | كيمي شميت القوية | Tween Girl   | 1 حلقة  |
| 2017  | أشياء غريبة      | ماكس         |         |

### الأفلام
| السنة | العنوان          | الدور              | ملاحظات |
| ----- | ---------------- | ------------------ | ------- |
| 2016  | The Bleeder      | كيمبرلي بعمر 11سنة |         |
| 2017  | The Glass Castle | لوري بعمر 12 سنة   |         |
| 2022  |                  | بعمر 21            |         |

## المسرح
| السنة | العنوان       | الدور                           | ملاحظات |
| ----- | ------------- | ------------------------------- | ------- |
| 2012  | Annie         | أني                             |         |
| 2015  | 'The Audience | الملكة إليزابيث الثانية الصغيرة |         |

## وصلات خارجية
- سيدى سينك على موقع IMDb (الإنجليزية)
- سيدى سينك على موقع ميتاكريتيك (الإنجليزية)
- سيدى سينك على موقع روتن توميتوز (الإنجليزية)
- سيدى سينك على موقع ألو سيني (الفرنسية)
- سيدى سينك على موقع تيرنر كلاسيك موفيز (الإنجليزية)
- سيدى سينك على موقع أول موفي (الإنجليزية)
- سيدى سينك على موقع قاعدة بيانات برودواي على الإنترنت (الإنجليزية)
- سيدى سينك على موقع قاعدة بيانات الأفلام السويدية (السويدية)
- سيدى سينك على موقع قاعدة بيانات الفيلم (الإنجليزية)